# Kūchashmak
Kūchashmak (persiska: کوچشمک, Kūchameshk) är en ort i Iran.   Den ligger i provinsen Västazarbaijan, i den nordvästra delen av landet, 600 km väster om huvudstaden Teheran. Kūchashmak ligger 1 362 meter över havet och antalet invånare är 576.
Terrängen runt Kūchashmak är platt norrut, men söderut är den kuperad.Runt Kūchashmak är det ganska tätbefolkat, med 134 invånare per kvadratkilometer. Närmaste större samhälle är Salmās, 5,7 km norr om Kūchashmak. Trakten runt Kūchashmak består i huvudsak av gräsmarker.